# Asplenium loxoscaphoides
Asplenium loxoscaphoides är en svartbräkenväxtart som beskrevs av Bak. Asplenium loxoscaphoides ingår i släktet Asplenium och familjen Aspleniaceae. Inga underarter finns listade.